# Toxosiphon trifoliatus
Toxosiphon trifoliatus är en vinruteväxtart som först beskrevs av Pilger, och fick sitt nu gällande namn av J.A. Kallunki. Toxosiphon trifoliatus ingår i släktet Toxosiphon och familjen vinruteväxter. Inga underarter finns listade i Catalogue of Life.